# Coryphosima elgonensis
Coryphosima elgonensis är en insektsart som först beskrevs av Boris Petrovich Uvarov 1930.  Coryphosima elgonensis ingår i släktet Coryphosima och familjen gräshoppor. Inga underarter finns listade i Catalogue of Life.